# Viola urophylla
Viola urophylla är en violväxtart som beskrevs av Adrien René Franchet. Viola urophylla ingår i släktet violer, och familjen violväxter. Utöver nominatformen finns också underarten V. u. densivillosa.